# Summer (nome)
Summer  è un nome proprio di persona inglese femminile.

## Varianti
- Femminili: Sommer[1]

## Origine e diffusione

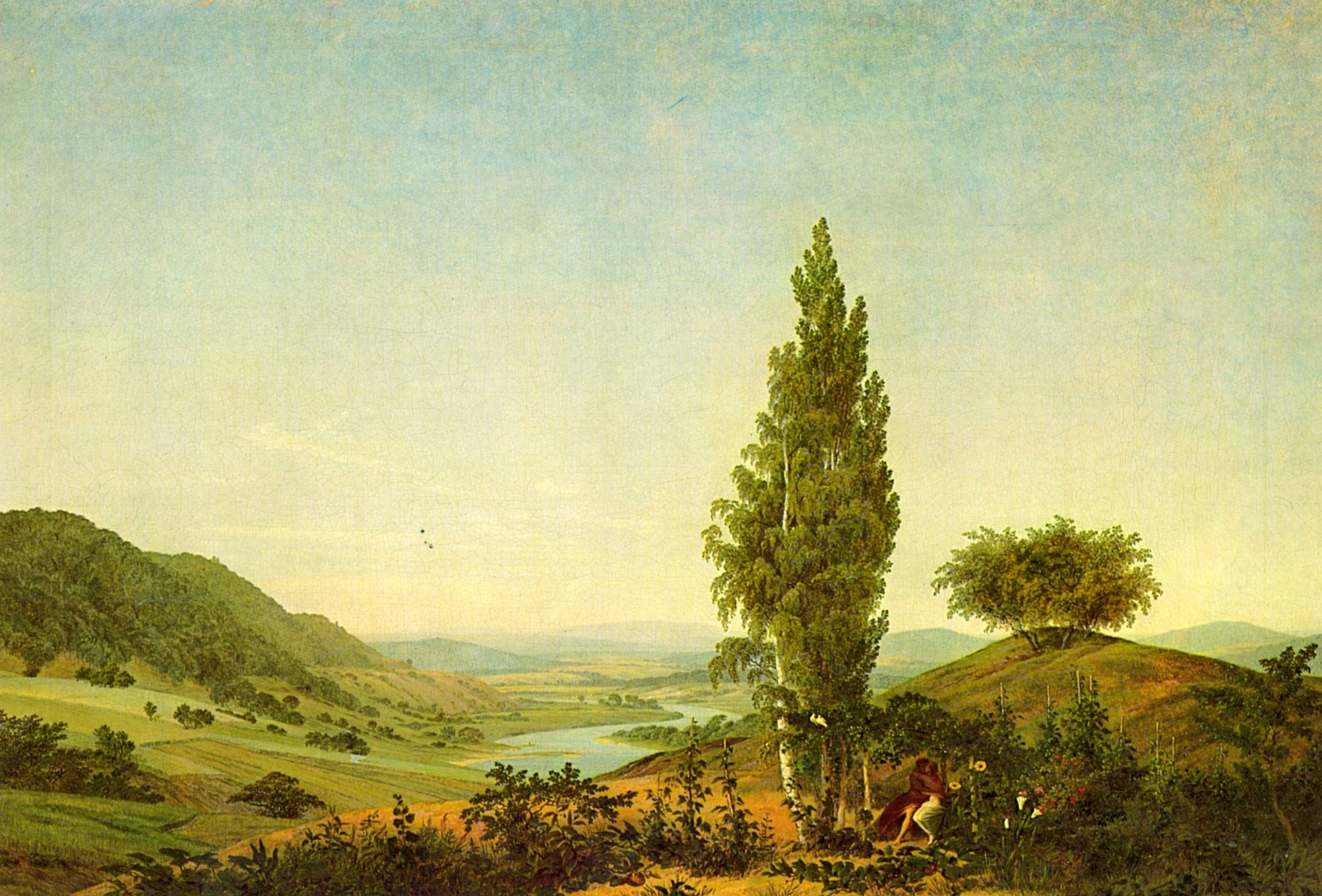
L'estate, di Caspar David Friedrich

È un nome recente, utilizzato a partire dagli anni 1970.
Riprende il vocabolo inglese summer, che vuol dire "estate"; etimologicamente risale all'inglese antico sumor, a sua volta dal protogermanico sumur (da cui anche Somerled, da una radice protoindoeuropea sem che vuol dire sempre "estate").

## Onomastico
Il nome è adespota non essendovi sante che lo abbiano portato. L'onomastico si può festeggiare il 1º novembre per la festa di Ognissanti.

## Persone

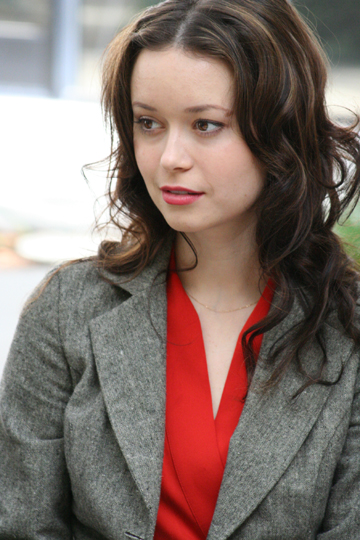
Summer Glau

- Summer Bartholomew, modella statunitense
- Summer Bishil, attrice statunitense
- Summer Erb, cestista e allenatrice di pallacanestro statunitense
- Summer Fontana, attrice statunitense
- Summer Glau, attrice statunitense
- Summer Phoenix, attrice, modella e stilista statunitense
- Summer Sanders, nuotatrice statunitense
- Summer Walker, cantante statunitense

## Il nome nelle arti
- Summer Hathaway è un personaggio del film del 2003 School of Rock, diretto da Richard Linklater.
- Summer Roberts è un personaggio della serie televisiva The O.C..
- Summer Smith è un personaggio della serie animata Rick and Morty.
- Summer Rose è la madre di Ruby Rose, una delle protagoniste della web serie RWBY.